# 长棘宽颌鳚
长棘宽颌鳚，是鳚科宽颌鳚属一种，分布于太平洋西部海域。模式产地为日本南部鹿儿岛县錦江湾櫻島西岸樱岛港（袴腰）。本种标本最初被鉴定为多斑宽颌鳚（Laiphognathus multimaculatus），2007年确定为一新种。

## 鉴别特征
本种与多斑宽颌鳚相比，有以下不同特征：成年雄鱼背鳍第6至第10鳍棘中有3—5根延长；前鼻须3根，后鼻须2根；最长的后鼻须伸长长度为眼径的68.4—166.7%；至少在成年雄鱼中，下唇瓣通常分为前部和后部；背鳍总鳍条数31—34，臀鳍分节鳍条21—24，总脊椎骨数38—40；颊部无斑；身体上暗棕色斑点通常较大，在前部形成斜带；胸鳍基部中部和背部具有明显黑点；成年雄鱼和雌鱼腹部从腹鳍基部至肛门后方具有延长的黑点；雄鱼腹部微红；唇部不发红。